# Confrontos entre Flamengo e clubes europeus no futebol
Este artigo lista e traz estatísticas de todos os Confrontos entre o Clube de Regatas do Flamengo e clubes europeus no futebol.
Até dezembro de 2019, o Flamengo havia feito 223 jogos contra clubes do Velho Continente, nos quais conseguiu 110 vitórias, 47 empates e 66 derrotas.
A maior goleada foi contra o SK Brann-NOR, em 1956, quando o Flamengo venceu por 12 a 1. Já a maior derrota aconteceu em 1960 - Motherwell-ESC 9x2 Flamengo.

## Todos os Confrontos
| #   | Data                    | Flamengo | Placar        | Adversário                       | Local            | Competição                                    |
| --- | ----------------------- | -------- | ------------- | -------------------------------- | ---------------- | --------------------------------------------- |
| 1   | 6 de junho de 1948      | Flamengo | 1 x 3         | Southampton                      | Brasil           | Amistoso                                      |
| 2   | 29 de maio de 1949      | Flamengo | 3 x 1         | Arsenal                          | Brasil           | Amistoso                                      |
| 3   | 19 de junho de 1949     | Flamengo | 2 x 1         | Rapid Viena                      | Brasil           | Amistoso                                      |
| 4   | 8 de dezembro de 1949   | Flamengo | 4 x 4         | Malmö                            | Brasil           | Amistoso                                      |
| 5   | 18 de dezembro de 1949  | Flamengo | 3 x 0         | Malmö                            | Brasil           | Amistoso                                      |
| 6   | 16 de maio de 1951      | Flamengo | 1 x 0         | Malmö                            | Suécia           | Amistoso                                      |
| 7   | 20 de maio de 1951      | Flamengo | 6 x 1         | AIK                              | Suécia           | Amistoso                                      |
| 8   | 23 de maio de 1951      | Flamengo | 2 x 0         | Malmö                            | Suécia           | Amistoso                                      |
| 9   | 27 de maio de 1951      | Flamengo | 2 x 1         | Sundsvall                        | Suécia           | Amistoso                                      |
| 10  | 1 de junho de 1951      | Flamengo | 3 x 0         | IF Elfsborg                      | Suécia           | Copa Elfsborg                                 |
| 11  | 8 de junho de 1951      | Flamengo | 2 x 0         | Halmia                           | Suécia           | Amistoso                                      |
| 12  | 10 de junho de 1951     | Flamengo | 6 x 1         | IFK Norrköping                   | Suécia           | Amistoso                                      |
| 13  | 13 de junho de 1951     | Flamengo | 5 x 1         | Racing Paris                     | França           | Amistoso                                      |
| 14  | 17 de junho de 1951     | Flamengo | 3 x 0         | Belenenses                       | Portugal         | Amistoso                                      |
| 15  | 11 de abril de 1954     | Flamengo | 1 x 1         | Eintracht Frankfurt              | Alemanha         | Amistoso                                      |
| 16  | 16 de abril de 1954     | Flamengo | 5 x 0         | Kiniszi SK                       | Hungria          | Amistoso                                      |
| 17  | 19 de abril de 1954     | Flamengo | 2 x 2         | Rapid Viena                      | Áustria          | Amistoso                                      |
| 18  | 21 de abril de 1954     | Flamengo | 0 x 1         | LASK                             | Áustria          | Amistoso                                      |
| 19  | 24 de abril de 1954     | Flamengo | 2 x 2         | Nürnberg                         | Alemanha         | Amistoso                                      |
| 20  | 25 de abril de 1954     | Flamengo | 2 x 2         | Stuttgart                        | Alemanha         | Amistoso                                      |
| 21  | 2 de maio de 1954       | Flamengo | 3 x 4         | Saarbrücken                      | Alemanha         | Amistoso                                      |
| 22  | 9 de maio de 1954       | Flamengo | 3 x 0         | Reutlingen                       | Alemanha         | Amistoso                                      |
| 23  | 15 de maio de 1954      | Flamengo | 1 x 1         | Hamburgo                         | Alemanha         | Amistoso                                      |
| 24  | 16 de maio de 1954      | Flamengo | 4 x 1         | Werder Bremen                    | Alemanha         | Amistoso                                      |
|     | 25 de julho de 1954     | Flamengo | 4 x 1         | Deportivo La Coruña-Espanha      | Brasil           | Torneio Internacional do Rio de Janeiro       |
|     | 18 de fevereiro de 1955 | Flamengo | 4 x 1         | Estrela Vermelha-Sérvia          | Brasil           | Amistoso                                      |
|     | 19 de junho de 1955     | Flamengo | 1 x 0         | Benfica-Portugal                 | Brasil           | Torneio Charles Miller                        |
|     | 23 de maio de 1956      | Flamengo | 3 x 1         | Osters-Suécia                    | Suécia           | Amistoso                                      |
|     | 25 de maio de 1956      | Flamengo | 0 x 3         | Derby-Suécia                     | Suécia           | Amistoso                                      |
|     | 27 de maio de 1956      | Flamengo | 7 x 1         | Boden-Suécia                     | Suécia           | Amistoso                                      |
|     | 1 de junho de 1956      | Flamengo | 1 x 1         | Elfsborg-Suécia                  | Suécia           | Amistoso                                      |
|     | 7 de junho de 1956      | Flamengo | 12 x 1        | Brann-Noruega                    | Noruega          | Amistoso                                      |
|     | 10 de junho de 1956     | Flamengo | 4 x 0         | Halmstads-Suécia                 | Suécia           | Amistoso                                      |
|     | 14 de junho de 1956     | Flamengo | 3 x 0         | AIK Estocolmo-Suécia             | Suécia           | Amistoso                                      |
|     | 20 de junho de 1956     | Flamengo | 1 x 2         | Racing Besançon-França           | França           | Amistoso                                      |
|     | 24 de junho de 1956     | Flamengo | 2 x 1         | Benfica-Portugal                 | Portugal         | Troféu Dr. Alves de Morais                    |
|     | 6 de janeiro de 1957    | Flamengo | 5 x 3         | AIK Estocolmo-Suécia             | Brasil           | Troféu Almana Odrotts Klubben                 |
|     | 19 de janeiro de 1957   | Flamengo | 6 x 4         | Honved-Hungria                   | Brasil           | Troféu Ponto Frio                             |
|     | 27 de janeiro de 1957   | Flamengo | 4 x 6         | Honved-Hungria                   | Brasil           | Amistoso                                      |
|     | 2 de fevereiro de 1957  | Flamengo | 2 x 3         | Honved-Hungria                   | Brasil           | Amistoso                                      |
|     | 16 de fevereiro de 1957 | Flamengo | 5 x 3         | Honved-Hungria                   | Venezuela        | Amistoso                                      |
|     | 19 de fevereiro de 1957 | Flamengo | 1 x 1         | Honved-Hungria                   | Venezuela        | Amistoso                                      |
|     | 16 de junho de 1957     | Flamengo | 4 x 1         | Dínamo de Zagreb-Croácia         | Brasil           | Torneio Internacional do Morumbi              |
|     | 23 de junho de 1957     | Flamengo | 3 x 1         | Belenenses-Portugal              | Brasil           | Torneio Internacional do Morumbi              |
|     | 6 de julho de 1957      | Flamengo | 1 x 1         | Benfica-Portugal                 | Brasil           | Amistoso                                      |
|     | 13 de julho de 1957     | Flamengo | 0 x 0         | Benfica-Portugal                 | Brasil           | Amistoso                                      |
|     | 25 de setembro de 1957  | Flamengo | 4 x 0         | Burnley-Inglaterra               | Espanha          | Amistoso                                      |
|     | 18 de maio de 1958      | Flamengo | 2 x 2         | Nottingham Forest-Inglaterra     | Bélgica          | Amistoso                                      |
|     | 21 de maio de 1958      | Flamengo | 3 (3) x 3 (3) | Bolton-Inglaterra                | França           | Torneio de Paris                              |
|     | 23 de maio de 1958      | Flamengo | 2 x 1         | Ujpest-Hungria                   | França           | Torneio de Paris                              |
|     | 4 de junho de 1958      | Flamengo | 6 x 1         | Nantes-França                    | França           | Amistoso                                      |
|     | 6 de junho de 1958      | Flamengo | 2 x 1         | Sochaux-França                   | França           | Amistoso                                      |
|     | 9 de junho de 1958      | Flamengo | 1 x 1         | Benfica-Portugal                 | Portugal         | Amistoso                                      |
|     | 13 de junho de 1958     | Flamengo | 3 x 0         | Sporting-Portugal                | Portugal         | Troféu Sporting Clube de Portugal             |
|     | 30 de junho de 1958     | Flamengo | 2 x 0         | Fostiras-Grécia                  | Israel           | Quadrangular de Israel                        |
|     | 3 de julho de 1958      | Flamengo | 6 x 2         | Besiktas-Turquia                 | Turquia          | Amistoso                                      |
|     | 5 de julho de 1958      | Flamengo | 0 x 3         | Ujpest-Hungria                   | Hungria          | Amistoso                                      |
|     | 10 de julho de 1958     | Flamengo | 3 x 2         | Debrecen-Hungria                 | Hungria          | Amistoso                                      |
|     | 25 de novembro de 1959  | Flamengo | 3 x 0         | Spartak Moscou-Rússia            | Brasil           | Amistoso                                      |
|     | 24 de abril de 1960     | Flamengo | 1 x 1         | Levski Sofia-Bulgária            | Bulgária         | Amistoso                                      |
|     | 26 de abril de 1960     | Flamengo | 2 x 9         | Motherwell-Escócia               | Escócia          | Amistoso                                      |
|     | 3 de maio de 1960       | Flamengo | 5 x 5         | Alemannia Aachen-Alemanha        | Alemanha         | Amistoso                                      |
|     | 11 de maio de 1960      | Flamengo | 0 x 1         | Espanyol-Espanha                 | Espanha          | Amistoso                                      |
|     | 15 de maio de 1960      | Flamengo | 1 x 0         | Espanyol-Espanha                 | Espanha          | Amistoso                                      |
|     | 1 de junho de 1960      | Flamengo | 2 x 1         | Panathinaikos-Grécia             | Grécia           | Amistoso                                      |
|     | 6 de junho de 1960      | Flamengo | 1 x 1         | AEK Atenas-Grécia                | Grécia           | Amistoso                                      |
|     | 8 de junho de 1960      | Flamengo | 0 x 3         | Olympiacos-Grécia                | Grécia           | Amistoso                                      |
|     | 13 de junho de 1960     | Flamengo | 6 x 3         | LASK-Áustria                     | Áustria          | Amistoso                                      |
|     | 15 de junho de 1960     | Flamengo | 2 x 4         | Roma-Itália                      | Itália           | Amistoso                                      |
|     | 22 de junho de 1960     | Flamengo | 2 x 1         | Rot-Weiss-Alemanha               | Holanda          | Amistoso                                      |
|     | 12 de abril de 1962     | Flamengo | 1 x 2         | Spartak Plzen-República Tcheca   | República Tcheca | Amistoso                                      |
|     | 15 de abril de 1962     | Flamengo | 0 x 1         | Slovan Bratislava-Eslováquia     | Eslováquia       | Amistoso                                      |
|     | 22 de abril de 1962     | Flamengo | 3 x 1         | Palermo-Itália                   | Itália           | Amistoso                                      |
|     | 24 de abril de 1962     | Flamengo | 1 x 3         | Sampdoria-Itália                 | Itália           | Amistoso                                      |
|     | 28 de abril de 1962     | Flamengo | 1 x 5         | Athletic Bilbao-Espanha          | Espanha          | Amistoso                                      |
|     | 30 de abril de 1962     | Flamengo | 2 x 0         | Barcelona-Espanha                | Espanha          | Amistoso                                      |
|     | 4 de maio de 1962       | Flamengo | 4 x 3         | Hogedahl-Suécia                  | Suécia           | Amistoso                                      |
|     | 8 de maio de 1962       | Flamengo | 5 x 1         | Malmö-Suécia                     | Suécia           | Amistoso                                      |
|     | 15 de maio de 1962      | Flamengo | 3 x 1         | AIK Estocolmo-Suécia             | Suécia           | Amistoso                                      |
|     | 17 de maio de 1962      | Flamengo | 3 x 0         | Aliance-Finlândia                | Finlândia        | Amistoso                                      |
|     | 21 de maio de 1962      | Flamengo | 1 x 4         | CCCA-Rússia                      | Rússia           | Amistoso                                      |
|     | 28 de maio de 1962      | Flamengo | 0 x 1         | Zenit-Rússia                     | Rússia           | Amistoso                                      |
|     | 1 de junho de 1962      | Flamengo | 1 x 2         | Dínamo de Moscou-Rússia          | Rússia           | Amistoso                                      |
|     | 7 de junho de 1962      | Flamengo | 6 x 2         | Orebro-Suécia                    | Suécia           | Amistoso                                      |
|     | 6 de julho de 1962      | Flamengo | 0 x 3         | Milan-Itália                     | Brasil           | Amistoso                                      |
|     | 21 de abril de 1963     | Flamengo | 2 x 3         | Farul-Romênia                    | Romênia          | Amistoso                                      |
|     | 10 de maio de 1963      | Flamengo | 3 x 0         | Staevnet-Dinamarca               | Dinamarca        | Amistoso                                      |
|     | 12 de maio de 1963      | Flamengo | 0 x 0         | Norrköping-Suécia                | Suécia           | Amistoso                                      |
|     | 14 de maio de 1963      | Flamengo | 2 x 0         | Alliancen-Dinamarca              | Suécia           | Amistoso                                      |
|     | 28 de maio de 1963      | Flamengo | 0 x 0         | Rostov-Rússia                    | Rússia           | Amistoso                                      |
|     | 30 de maio de 1963      | Flamengo | 2 x 2         | Toulouse-França                  | França           | Amistoso                                      |
|     | 1 de junho de 1963      | Flamengo | 1 x 3         | Stade de Reims-França            | França           | Amistoso                                      |
|     | 7 de junho de 1963      | Flamengo | 2 x 1         | Grazer-Áustria                   | Áustria          | Amistoso                                      |
|     | 11 de junho de 1963     | Flamengo | 0 x 1         | Jednota Trencin-República Tcheca | República Tcheca | Amistoso                                      |
|     | 10 de junho de 1964     | Flamengo | 1 x 1         | Milan-Itália                     | Itália           | Amistoso                                      |
|     | 13 de junho de 1964     | Flamengo | 2 x 1         | Bayern Hof-Alemanha              | Alemanha         | Amistoso                                      |
|     | 20 de junho de 1964     | Flamengo | 3 x 1         | Valencia-Espanha                 | Espanha          | Torneio Naranja                               |
|     | 27 de junho de 1964     | Flamengo | 3 x 4         | Sporting Gijón-Espanha           | Espanha          | Troféu cidade de Gijón                        |
|     | 28 de junho de 1964     | Flamengo | 0 x 0         | Sporting-Portugal                | Espanha          | Troféu cidade de Gijón                        |
|     | 19 de janeiro de 1965   | Flamengo | 1 x 0         | Atlético de Madri-Espanha        | Brasil           | Torneio IV Centenário do Rio de Janeiro       |
|     | 28 de agosto de 1965    | Flamengo | 3 x 0         | Real Betis-Espanha               | Espanha          | Torneio Ramón de Carranza                     |
|     | 30 de agosto de 1965    | Flamengo | 0 x 1         | Sevilla-Espanha                  | Espanha          | Torneio Ramón de Carranza                     |
|     | 2 de junho de 1966      | Flamengo | 4 x 1         | Belenenses-Portugal              | Brasil           | Amistoso                                      |
|     | 5 de junho de 1966      | Flamengo | 1 x 2         | West Bromwich-Inglaterra         | Brasil           | Amistoso                                      |
|     | 23 de março de 1967     | Flamengo | 1 x 2         | Roma-Itália                      | Estados Unidos   | Amistoso                                      |
|     | 26 de março de 1967     | Flamengo | 1 x 1         | Roma-Itália                      | Estados Unidos   | Amistoso                                      |
|     | 25 de maio de 1967      | Flamengo | 1 x 3         | Dínamo Moscou-Rússia             | Rússia           | Amistoso                                      |
|     | 28 de maio de 1967      | Flamengo | 1 x 0         | Neftyanik-Azerbaijão             | Azerbaijão       | Amistoso                                      |
|     | 31 de maio de 1967      | Flamengo | 0 x 4         | Dínamo Tbilisi-Geórgia           | Geórgia          | Amistoso                                      |
|     | 10 de junho de 1967     | Flamengo | 0 x 1         | Real Betis-Espanha               | Espanha          | Amistoso                                      |
|     | 17 de junho de 1967     | Flamengo | 1 x 4         | Atlético de Madri-Espanha        | Espanha          | Amistoso                                      |
|     | 24 de junho de 1967     | Flamengo | 1 x 2         | Sporting-Portugal                | Espanha          | Troféu Ibérico                                |
|     | 26 de junho de 1967     | Flamengo | 1 x 0         | Barcelona-Espanha                | Espanha          | Troféu Ibérico                                |
|     | 15 de agosto de 1967    | Flamengo | 1 x 1         | Atlético de Madri-Espanha        | Brasil           | Amistoso                                      |
|     | 23 de junho de 1968     | Flamengo | 1 x 0         | Alemannia Aachen-Alemanha        | Brasil           | Amistoso                                      |
|     | 21 de agosto de 1968    | Flamengo | 1 x 0         | Athletic Bilbao-Espanha          | Espanha          | Troféu Joan Gamper                            |
|     | 22 de agosto de 1968    | Flamengo | 4 x 5         | Barcelona-Espanha                | Espanha          | Troféu Joan Gamper                            |
|     | 27 de agosto de 1968    | Flamengo | 3 x 2         | Belenenses-Portugal              | Portugal         | Troféu Restelo                                |
|     | 15 de março de 1970     | Flamengo | 0 x 6         | IFK Gotemburgo-Suécia            | Japão            | Torneio Asahi Três Nações                     |
|     | 20 de janeiro de 1971   | Flamengo | 0 x 0         | Acdêmica-Portugal                | Brasil           | Amistoso                                      |
|     | 15 de janeiro de 1972   | Flamengo | 1 x 0         | Benfica-Portugal                 | Brasil           | Torneio Internacional de Verão do RJ          |
|     | 18 de janeiro de 1974   | Flamengo | 3 x 1         | Zeljeznicar-Bósnia               | Brasil           | Amistoso                                      |
|     | 27 de fevereiro de 1974 | Flamengo | 1 x 2         | Olympiacos-Grécia                | Grécia           | Amistoso                                      |
|     | 5 de julho de 1975      | Flamengo | 2 x 1         | Juventus-Itália                  | Brasil           | Taça José João Altafini "Mazolla"             |
|     | 2 de outubro de 1975    | Flamengo | 0 x 1         | Sportul Studentesc-Romênia       | Romênia          | Amistoso                                      |
|     | 8 de outubro de 1975    | Flamengo | 2 x 0         | PSG-França                       | França           | Amistoso                                      |
|     | 11 de outubro de 1975   | Flamengo | 1 x 0         | Toulouse-França                  | França           | Amistoso                                      |
|     | 13 de outubro de 1975   | Flamengo | 1 x 1         | Olympique de Marselha-França     | França           | Amistoso                                      |
|     | 13 de agosto de 1978    | Flamengo | 0 x 2         | Real Madrid-Espanha              | Espanha          | Troféu Teresa Herrera                         |
|     | 18 de agosto de 1978    | Flamengo | 2 x 1         | Rayo Vallecano-Espanha           | Espanha          | Troféu Palma de Mallorca                      |
|     | 19 de agosto de 1978    | Flamengo | 2 x 1         | Real Madrid-Espanha              | Espanha          | Troféu Palma de Mallorca                      |
|     | 26 de agosto de 1978    | Flamengo | 0 x 1         | Milan-Itália                     | Itália           | Torneio de Milão                              |
|     | 30 de agosto de 1978    | Flamengo | 2 x 0         | Sanremese-Itália                 | Itália           | Amistoso                                      |
|     | 25 de agosto de 1979    | Flamengo | 2 x 1         | Barcelona-Espanha                | Espanha          | Torneio Ramón de Carranza                     |
|     | 26 de agosto de 1979    | Flamengo | 2 x 0         | Ujpest-Hungria                   | Espanha          | Torneio Ramón de Carranza                     |
|     | 29 de agosto de 1979    | Flamengo | 1 x 1         | Atlético de Madri-Espanha        | Espanha          | Amistoso                                      |
|     | 31 de agosto de 1979    | Flamengo | 1 x 3         | PSG-França                       | França           | Amistoso                                      |
|     | 7 de junho de 1980      | Flamengo | 3 x 1         | Eintracht Frankfurt-Alemanha     | Alemanha         | Amistoso                                      |
|     | 10 de junho de 1980     | Flamengo | 3 x 1         | Foggia-Itália                    | Itália           | Amistoso                                      |
|     | 9 de agosto de 1980     | Flamengo | 1 (2) x 1 (4) | Sporting Gijón-Espanha           | Espanha          | Troféu Teresa Herrera                         |
|     | 10 de agosto de 1980    | Flamengo | 1 x 4         | Porto-Portugal                   | Espanha          | Troféu Teresa Herrera                         |
| 142 | 16 de agosto de 1980    | Flamengo | 1 x 0         | Perugia                          | Itália           | Troféu Perugia                                |
| 143 | 19 de agosto de 1980    | Flamengo | 2 x 2         | Royal Antwerp                    | Bélgica          | Amistoso                                      |
| 144 | 22 de agosto de 1980    | Flamengo | 2 x 0         | Real Sociedad                    | Espanha          | Troféu Cidade de Santander                    |
| 145 | 23 de agosto de 1980    | Flamengo | 2 x 1         | Levski                           | Espanha          | Troféu Cidade de Santander                    |
| 146 | 30 de agosto de 1980    | Flamengo | 2 (4) x 2 (3) | Dinamo Tbilisi                   | Espanha          | Torneio Ramón de Carranza                     |
| 147 | 31 de agosto de 1980    | Flamengo | 2 x 1         | Betis                            | Espanha          | Torneio Ramón de Carranza                     |
| 148 | 12 de junho de 1981     | Flamengo | 5 x 1         | Avellino                         | Itália           | Torneio Internacional de Nápoles              |
| 149 | 14 de junho de 1981     | Flamengo | 5 x 0         | Napoli                           | Itália           | Torneio Internacional de Nápoles              |
| 150 | 13 de dezembro de 1981  | Flamengo | 3 x 0         | Liverpool                        | Japão            | Copa Intercontinental de 1981                 |
| 151 | 22 de junho de 1983     | Flamengo | 2 x 4         | Udinese                          | Itália           | Amistoso                                      |
| 152 | 24 de junho de 1983     | Flamengo | 2 x 1         | Internazionale                   | Itália           | Mundialito de Clubes                          |
| 153 | 28 de junho de 1983     | Flamengo | 1 x 1         | Milan                            | Itália           | Mundialito de Clubes                          |
| 154 | 2 de julho de 1983      | Flamengo | 1 x 2         | Juventus                         | Itália           | Mundialito de Clubes                          |
| 155 | 2 de fevereiro de 1986  | Flamengo | 2 x 3         | Fiorentina                       | Itália           | Amistoso                                      |
| 156 | 19 de agosto de 1986    | Flamengo | 4 x 0         | Linfield                         | Irlanda do Norte | Troféu Centenário do Linfield                 |
| 157 | 21 de agosto de 1986    | Flamengo | 2 x 3         | Atlético de Madrid               | Espanha          | Troféu Villa de Madri                         |
| 158 | 24 de agosto de 1986    | Flamengo | 1 x 2         | Sporting de Gijón                | Espanha          | Amistoso                                      |
| 159 | 26 de agosto de 1986    | Flamengo | 3 x 0         | Valencia                         | Espanha          | Torneio Naranja                               |
| 160 | 6 de junho de 1987      | Flamengo | 0 x 1         | Porto                            | França           | Copa da Amizade Luso-Brasileira               |
| 161 | 2 de agosto de 1987     | Flamengo | 3 x 0         | Boavista                         | Angola           | Torneio Internacional de Angola               |
| 162 | 1 de junho de 1988      | Flamengo | 1 x 1         | Bayer Leverkusen                 | Japão            | Copa Kirin                                    |
| 163 | 7 de junho de 1988      | Flamengo | 1 x 0         | Bayer Leverkusen                 | Japão            | Copa Kirin                                    |
| 164 | 5 de agosto de 1988     | Flamengo | 1 x 0         | Ajax                             | Holanda          | Torneio Internacional de Amsterdã             |
| 165 | 7 de agosto de 1988     | Flamengo | 2 x 0         | Benfica                          | Holanda          | Torneio Internacional de Amsterdã             |
| 166 | 9 de agosto de 1988     | Flamengo | 1 (4) x 1 (5) | Padova                           | Itália           | Torneio Internacional de Padova               |
| 167 | 11 de agosto de 1988    | Flamengo | 3 (5) x 3 (4) | SPAL                             | Itália           | Torneio Internacional de Padova               |
| 168 | 13 de agosto de 1988    | Flamengo | 2 x 1         | Zaragoza                         | Espanha          | Troféu Colombino                              |
| 169 | 14 de agosto de 1988    | Flamengo | 1 x 0         | Recreativo de Huelva             | Espanha          | Troféu Colombino                              |
| 170 | 16 de agosto de 1988    | Flamengo | 2 x 1         | Genzano                          | Itália           | Amistoso                                      |
| 171 | 19 de agosto de 1988    | Flamengo | 1 x 3         | Olympiacos                       | Grécia           | Amistoso                                      |
| 172 | 8 de agosto de 1989     | Flamengo | 2 x 0         | St. Pauli                        | Alemanha         | Torneio de Hamburgo                           |
| 173 | 9 de agosto de 1989     | Flamengo | 3 x 1         | Hamburgo                         | Alemanha         | Torneio de Hamburgo                           |
| 174 | 6 de agosto de 1990     | Flamengo | 7 x 0         | Real Sociedad                    | Japão            | Copa Sharp                                    |
| 175 | 15 de agosto de 1990    | Flamengo | 5 x 0         | Savona                           | Itália           | Amistoso                                      |
| 176 | 19 de agosto de 1990    | Flamengo | 0 x 1         | Palermo                          | Itália           | Amistoso                                      |
| 177 | 10 de julho de 1991     | Flamengo | 1 (3) x 1 (1) | Paris Saint-Germain              | França           | Torneio de Paris                              |
| 178 | 11 de julho de 1991     | Flamengo | 0 x 1         | Olympique de Marseille           | França           | Torneio de Paris                              |
| 179 | 17 de julho de 1991     | Flamengo | 1 (5) x 1 (4) | Young Boys                       | Suíça            | Torneio de Berna                              |
| 180 | 19 de julho de 1991     | Flamengo | 1 x 5         | Stuttgart                        | Suíça            | Torneio de Berna                              |
| 181 | 23 de julho de 1991     | Flamengo | 4 x 0         | Fortuna Düsseldorf               | Itália           | Torneio de Brixen                             |
| 182 | 25 de julho de 1991     | Flamengo | 0 x 2         | Atalanta                         | Itália           | Torneio de Brixen                             |
| 183 | 27 de julho de 1991     | Flamengo | 1 x 2         | Nürnberg                         | Alemanha         | Amistoso                                      |
| 184 | 20 de agosto de 1992    | Flamengo | 0 x 2         | Deportivo La Coruña              | Espanha          | Troféu Juan Acuña                             |
| 185 | 23 de agosto de 1992    | Flamengo | 2 (8) x 2 (9) | Atlético de Madrid               | Espanha          | Troféu Ciudad de La Línea                     |
| 186 | 25 de agosto de 1992    | Flamengo | 2 x 1         | Xerez                            | Espanha          | Amistoso                                      |
| 187 | 31 de julho de 1993     | Flamengo | 0 x 2         | Brugge                           | Bélgica          | Amistoso                                      |
| 188 | 2 de agosto de 1993     | Flamengo | 1 (4) x 1 (3) | Genoa                            | Itália           | Torneio Centenário do Genoa                   |
| 189 | 2 de agosto de 1993     | Flamengo | 0 (4) x 0 (5) | Milan                            | Itália           | Torneio Centenário do Genoa                   |
| 190 | 5 de agosto de 1993     | Flamengo | 1 x 0         | Napoli                           | Itália           | Amistoso                                      |
| 191 | 12 de agosto de 1993    | Flamengo | 2 x 1         | Nacional da Madeira              | Portugal         | Torneio Autonomia                             |
| 192 | 14 de agosto de 1993    | Flamengo | 2 x 3         | União da Madeira                 | Portugal         | Torneio Autonomia                             |
| 193 | 17 de agosto de 1993    | Flamengo | 3 x 4         | Sporting                         | Portugal         | Amistoso                                      |
| 194 | 19 de agosto de 1993    | Flamengo | 1 x 0         | Zaragoza                         | Itália           | Torneio de Milão                              |
| 195 | 19 de agosto de 1993    | Flamengo | 1 x 2         | Internazionale                   | Itália           | Torneio de Milão                              |
| 196 | 22 de agosto de 1993    | Flamengo | 0 (2) x 0 (4) | Piacenza                         | Itália           | Torneio Reggio Emilia                         |
| 197 | 22 de agosto de 1993    | Flamengo | 0 x 3         | Reggiana                         | Itália           | Torneio Reggio Emilia                         |
| 198 | 25 de agosto de 1993    | Flamengo | 2 (5) x 2 (6) | Athletic Bilbao                  | Espanha          | Torneio de Bilbao                             |
| 199 | 27 de agosto de 1993    | Flamengo | 2 (3) x 2 (2) | Sevilla                          | Espanha          | Torneio de Bilbao                             |
| 200 | 23 de janeiro de 1994   | Flamengo | 0 x 2         | Grasshopper                      | Brasil           | Amistoso                                      |
| 201 | 21 de julho de 1994     | Flamengo | 2 x 1         | Leeds United                     | Malásia          | Torneio Internacional de Kuala Lumpur de 1994 |
| 202 | 23 de julho de 1994     | Flamengo | 3 x 1         | Bayern de Munique                | Malásia          | Torneio Internacional de Kuala Lumpur de 1994 |
| 203 | 29 de julho de 1994     | Flamengo | 1 x 1         | Celtic                           | Escócia          | Amistoso                                      |
| 204 | 2 de agosto de 1994     | Flamengo | 2 x 2         | Celtic                           | Escócia          | Amistoso                                      |
| 205 | 17 de agosto de 1995    | Flamengo | 0 x 3         | Deportivo La Coruña              | Espanha          | Troféu Teresa Herrera                         |
| 206 | 19 de agosto de 1995    | Flamengo | 2 x 1         | Benfica                          | Espanha          | Troféu Teresa Herrera                         |
| 207 | 20 de janeiro de 1996   | Flamengo | 1 x 1         | Borussia Dortmund                | Brasil           | Copa Euro-América                             |
| 208 | 22 de agosto de 1996    | Flamengo | 5 x 2         | Perugia                          | Espanha          | Torneio Naranja                               |
| 209 | 23 de agosto de 1996    | Flamengo | 0 x 2         | Valencia                         | Espanha          | Torneio Naranja                               |
| 210 | 5 de agosto de 1997     | Flamengo | 5 x 2         | Benfica                          | Brasil           | Torneio Centenário de Belo Horizonte          |
| 211 | 15 de agosto de 1997    | Flamengo | 3 x 0         | Real Madrid                      | Espanha          | Troféu Palma de Mallorca                      |
| 212 | 17 de agosto de 1997    | Flamengo | 0 x 2         | Mallorca                         | Espanha          | Troféu Palma de Mallorca                      |
| 213 | 23 de agosto de 1997    | Flamengo | 3 (4) x 1 (3) | Valencia                         | Espanha          | Torneio Naranja                               |
| 214 | 4 de agosto de 1998     | Flamengo | 1 (4) x 1 (5) | Vitesse                          | Holanda          | Torneio de Gueldres                           |
| 215 | 5 de agosto de 1998     | Flamengo | 0 x 5         | Chelsea                          | Holanda          | Torneio de Gueldres                           |
| 216 | 26 de agosto de 2000    | Flamengo | 1 x 3         | Atlético de Madrid               | Espanha          | Troféu Villa de Madri                         |
| 217 | 29 de agosto de 2000    | Flamengo | 2 x 1         | Betis                            | Espanha          | Amistoso                                      |
| 218 | 18 de janeiro de 2015   | Flamengo | 0 x 0         | Shakhtar Donetsk                 | Brasil           | Granada Cup                                   |
| 219 | 10 de janeiro de 2019   | Flamengo | 2 (4) x 2 (3) | Ajax                             | Estados Unidos   | Florida Cup de 2019                           |
| 220 | 12 de janeiro de 2019   | Flamengo | 1 x 0         | Eintracht Frankfurt              | Estados Unidos   | Florida Cup de 2019                           |
| 221 | 21 de dezembro de 2019  | Flamengo | 0 x 1         | Liverpool                        | Qatar            | Copa do Mundo de Clubes da FIFA de 2019       |
| 222 | 20 de junho de 2025     | Flamengo | 3 x 1         | Chelsea                          | Estados Unidos   | Copa do Mundo de Clubes da FIFA 2025          |